# Asklepijad iz Bitinije
Asklepijad iz Bitinije (грч. Ἀσκληπιάδης, Kios, između 124. i 129. p. n. e. — 40. p. n. e.) bio je starogrčki lekar koji je jedan deo svog života proveo u Rimu. Smatra se jednim od osnivača nove teorije o bolestiima, zasnovane na protoku rastavljenih čestica (грч. ἄναρμοι ὄγκοι) kroz pore u ljudskom telu. Njegovo lečenje, najvećim delom imalo je za cilj ponovno uspostavljanje harmonije u telu putem pravilne ishrane, fizičke aktivnosti i kupanja.

## Život
Rođen je u Kiosu u maloazijskoj pokrajini Bitiniji. Postoje pretpostavke da je Asklepijadov otac bio lekar, s obzirom na to da se u antici lekarska veština obično negovala u okviru istih porodica.
Kao mladić mnogo je putovao. U Rim je prvo došao kao retoričar, a zatim, smatrajući da se retorika ne isplati, odjednom okrenuo izučavanju i praktikovanju u medicini.
Kao lekar stekao je veliku slavu i mnogo učenika, među kojima je najistaknutiji bio Temison iz Laodikeje, koji je osnovao medicinsku metodičku školu.

Asklepijadova godina smrti nije poznata, ali zna se da je doživeo duboku starost. 

## Delo
Zbog poznavanja filozofije nazvan je Philosophicus, a zbog poznavanja lekovitog bilja dobio je nadimak Pharmacion. Antioh iz Askalona rekao je za Asklepijada da mu nema premca u medicini, a poznaje i filozofiju.
Asklepijad je žestoko kritikovao medicinske principe i postupke ranijih lekara tvrdeći da je otkrio efikasniji način lečenja bolesti od svih dotad poznatih. Kritikovao je one koji su izučavali strukturu tela ili posmatrali pojavne oblike bolesti, a navodno je u svojim spisima napadao naročito Hipokrata.
Odbacivši Hipokratovu doktrinu o telesnim tečnostima, Asklepijad je pokušao izgraditi novu teoriju bolesti, zasnivajući svoje medicinske postupke na jednoj varijanti atomističke teorije, prema kojoj bolest nastaje zbog nepravilnog ili neskladnog kretanja telesnih čestica.
Njegove ideje verovatno bar delom imaju korena u Demokritovim i Epikurovim atomističkim teorijama, ali se njegovi uzori traže i u Heraklidu Pontskom i Stratonu iz Lampsaka, a ponekad se njegova teorija smatra i reakcijom na fiziološki sistem koji je definisao Erazistrat. Sve manifestacije bolesti svode se na začepljenje pora i nepravilan raspored „rastavljenih čestica” (ἄναρμοι ὄγκοι) ili atoma.
Podela bolesti
Asklepijad je sve bolesti podelio na dve velike grupe akutne i hronične. Za akutne bolesti s, matrao je da izazivaju suženje pora (ili njihovo začepljenje) zbog previše atoma, dok je za hronične bolesti smatrao da ih izaziva opuštanje pora ili manjak atoma. Asklepijad je smatrao da druge blaže bolesti uzrokuje remećenje toka telesnih tečnosti i pneume.
Bolesti je razvrstavo u tri kategorije:
- status strictus („stegnuto stanje”),
- status laxus („opušteno stanje”) i
- status mixtus („mešano stanje”).

Takođe je verovao da ukod bolesnika nema kritičnih dana, i da se zato bolesti ne završavaju u neko određeno vreme.
Ciljevi lečenja
Cilj Asklepijadovog lečenja bio je, ponovno uspostavljanje harmonije u telu. U svojim tretmanima mnogo je pridavao značaj promenama u režimu ishrane, masaži,kupanju  i fizičkim aktivnostima.
Velika popularnost koju je uživao među svojim pacijentima, jednim se delom zasnivala i na tome što im je kao lek propisivao vino, kao i na tome što je u svemu ugađao potrebama i povlađivao svim zahtevima pacijenata.
U lečenju,pacijentima je pristupao podjednako ne praveći razliku na osnovu pola ili mentalnog zdravlja. Za razliku od mnogih drugih lekara tog doba, koji često prema pacijentima nisu pokazivali naročitu brižnost. Verujući da ljubazan i prijateljski odnos predstavljaja ključne osobine dobrog lekara, Asklepijad je u lečenju sledio moto cito, tuto, iucunde (brzo, sigurno, ugodno).
Uloga ishrane
U Asklepijadovom pogledu na lekove varenje je igralalo jednu od ključnih uloga, jer se sastojci hrane ubrajaju među glavne razloge loše probave. Ako su ti delići mali, probava se obavlja uobičajenim tokom. No, ako su delovi hrane preveliki, dolazi do smetnji u probavi. Ako se razvije bolest ― smatrao je Alkibijad ― lekovi nisu rešenje (mada je, u manjoj meri, prepisivao i lekove). Zato je za lečenje umesto lekova obično propisivao hranu i vino (u odgovarajućim količinama), a nakon njih sledio je klistir (čišćenje creva). To je, prema njegovoj teoriji, trebalo da ukloni uzročnika bolesti.  
Uloga muzike
Asklepijad je za lečenje mentalno obolelih koristio muziku ili muzikoterapiju,  kako bi održao „psihogenu ravnotežu”. Premda on nije prvi koji je muziku upotrebljavao u terapeutske svrhe, on je ovu umetnost za razliku od drugih koristio ne samo za lečenje mentalnih bolesti, nego i ujeda zmije, uboda škorpije itd.
Za hiperaktivne pacijente preporučivao je laganu muziku, a za one u mračnom raspoloženju muziku koja se svira na frigijskoj lestvici. Korišćenje svirale nije uopšte dopuštao, jer je smatrao da je previše živahna i da neće blagotvorno delovati na pacijente. Smatrao je da će oboleli deo tela reagovati na zvuk muzike i izbaciti bol iz tela.
Pionir traheotomije
Galen i Aretej, koji su živeli u 2. veku nove ere, pripusuju Asklepijadu zasluge za obavljanje prve traheotomije koja nije bila hitna.
Začetnik psihoterapije i molekularne medicine
Asklepijad koji se zalagao za humano lečenje duševnih bolesti, pušta je na „slobodu” zatvorene mentalne bolesnike i lečio ih prirodnom terapijom, kao što su pravilna ishrana i masaža. Po tome se ponekad smatra i pionirom psihoterapije, fizikalne terapije, a donekle i molekularne medicine.
Od Asklepijadovih spisa do danas je sačuvano samo nekoliko fragmenata.

## Asklepijadov način lečenja
Epikurova materijalistička misao zasnovana na ideji da je kosmos sastavljen od atoma koji su u neprekidnom kretanju kroz prazne međuprostore, se odnosi i na čoveka. Zahvaljujući nevidljivim kanalićima, „porama”, čije postojanje potvrđuju na koži najsitnije kapljice znoja, koje iz njih izbijaju; duša je sastavljena takođe iz atoma, ogcoi, koji su „glatki, okrugli i tanani”; vazdušni atomi prodiru u organizam zahvaljujući disanju; kretanje atoma u telu proizvodi toplotu i hladnoću; skladan odnos između atoma, i to čini zdravlje, dok nesklad donosi bolest, pošto u takvom slučaju „atomi zapušavaju pore usled svoje veličine, oblika, količine i usled svojih brzih kretanja”; kod  pletoričnih i grozničavih bolesnika, bolesti nastupaju usled sužavanja pora, dok kod slabunjavih, mršavih i melanholičnih, one nastaju usled  brzog proticanja atoma kroz suviše široke pore.
Asklepijad  je svoju terapiju zasnivao na toj filozofiji, proglasivši načelo, da treba lečiti: tuto, celerite, jucunde – „sigurno, brzo, prijatno”. Odbacivši Hipokratovu teoriju zato što je neaktivna i „posmatra smrt” i odbacivši isto tako i Hipokratovo naturalističko načelo o tome, da je „priroda lekar” i zamenivši ga načelom, da je priroda „pokadšto škodljiva”, aliquando nocet, i da je treba „ispravljati”, on je  zadržao samo Hipokratovo načelo o posmatranju toka bolesti u bolesničkoj posteelji i dodao svoje terapijsko načelo o energičnom lečenju 

## Krug prijatelja i poštovaoca
Imao je veliki krug prijatelja, poštovaoca u struci i van nje. Bili su to: Ciceron, Marko Antonije, Krasus, Mitridat, pesnik Lukrecije koji je sačuvao njegova dela u vidu svog izvoda, pošto su njegova originalna dela izgublena.

## Literatura
- Cumston, Charles Greene (1926). An Introduction to the History of Medicine From the Time of the Pharaohs to the End of the Nineteenth Century. New York: Alfred A. Knopf.
- Green, Robert M., ур. (1955). Asclepiades, His Life and Writings: A Translation of Cocchi's Life of Asclepiades Gumpert's Fragments of Asclepiades. New Haven, CT: Elizabeth Licht.
- Rawson, Elizabeth (1982). „The Life and Death of Asclepiades of Bithynia”. Classical Quarterly. 32 (2): 358—370. PMID 11619646. doi:10.1017/S0009838800026549.
- Vallance, J.T. (1990). The Lost Theory of Asclepiades of Bithynia. Oxford: Clarendon Press. ISBN 978-0-19-824248-2.

## Spoljašnje veze
- The doctors who changed the world of, Sukhomlin Kirill